# Die nord- und mitteldeutsche IKK
Die Die nord- und mitteldeutsche IKK – Kurzform numIKK – war eine deutsche Innungskrankenkasse mit Sitz in Haldensleben, deren Wurzeln bis in das Jahr 1787 zurückreichten. Als handwerkliche Einrichtung zur Krankenversorgung gehörte sie damit zu den ältesten Einrichtungen in Celle.
1935 schlossen sich die Innungskrankenkassen der einzelnen Handwerksinnungen in Celle zur IKK Celle zusammen. Eine erneute Fusion folgte im Jahr 1993: Die IKK Celle und die IKK des Kreises Harburg vereinigten sich zur IKK Celle und Harburg-Land. Den Namen Die nord- und mitteldeutsche IKK erhielt sie, als die IKK Celle und Harburg-Land zehn Jahre später (2003) mit der IKK Ostfalen fusionierte. Seit 2006 tritt sie unter der Kurzbezeichnung numIKK auf. Am 8. Dezember 2009 beschloss der Verwaltungsrat eine Fusion mit der Signal Iduna IKK zum Jahresende 2009.
Die numIKK war als Krankenkasse eine Körperschaft des öffentlichen Rechts. Neben Celle und Haldensleben gehörten Geschäftsstellen in Helmstedt, Bad Fallingbostel, Burgdorf bei Hannover, Oschersleben, Winsen/Luhe und Wolmirstedt zur numIKK.
Die numIKK war geöffnet für Berlin, Brandenburg, Bremen, Hamburg, Hessen, Mecklenburg-Vorpommern, Niedersachsen, NRW-Rheinland, Rheinland-Pfalz, Sachsen und Sachsen-Anhalt. Sie betreute ca. 57.300 Versicherte und ca. 9.700 Arbeitgeber.
Neben den gesetzlich vorgegebenen Leistungen bot die numIKK umfassende Zusatzleistungen, u. a. in den Bereichen Prävention und Zusatzversicherungen, an.